# Revolta de Vorkuta
A Revolta de Vorkuta foi um grande protesto no campo de concentração de presos no Gulag de  Vorkuta em Vorkuta, Rússia, em julho-agosto de 1953, logo após a prisão de Lavrentiy Beria. A revolta foi violentamente sufocada pela administração do campo após duas semanas de impasse sem que tivesse havido inicialmente derramamento de sangue.

## História
O Vorkuta Rechlag ou Campo Especial nº 6 consistia de 17 diferentes "departamentos" envolvidos na construção de minas de carvão, mineração de carvão e silvicultura. Em 1946, passou a abrigar 62.700 presos diminuindo para 56.000 em julho de 1953, sendo uma parte substancial dos guardas do campo  ex-presidiários. De acordo com Aleksandr Solzhenitsyn, a revolta foi provocada por dois acontecimentos desconexos em junho de 1953: A detenção de Lavrentiy Beria em Moscou e a chegada de presos  ucranianos ocidentais  que, ao contrário dos presos russos a longo tempo no campo, ainda sentiam falta de sua liberdade.
Os prisioneiros estavam bem organizados, seguindo inclusive as notícias transmitidas pela Voz da América e a BBC em rádios roubados. Eles não souberam somente da morte de Stalin e da prisão de Beria mas também das greves que estavam acontecendo na época em Berlim Leste contra o comunismo imposto pelos soviéticos. Esta noticia motivou mais ainda os prisioneiros;  Se eles podem fazer greves, nos também podemos.
A revolta, inicialmente na forma de uma greve passiva, foi iniciada em ou um pouco antes de 19 julho de 1953 em um único "departamento" e rapidamente se espalhou para outros cinco.
As demandas iniciais dos presos era de dialogar com representantes do governo vindos de Moscou, eles argumentavam que os comandantes locais não podiam decidir nada sem a autorização da capital. Em poucos dias o número total de presos em greve chegou a 18.000. Os detentos permaneceram dentro do perímetro do arame farpado.
Durante a primeira semana após o inicio da greve, a administração do campo não tomou nenhuma ação enérgica contra os presos, somente aumentando o número de guardas em torno do perímetro. As minas foram visitadas por Roman Rudenko da Procuradoria Geral do Estado da URSS e pelo comandante Ivan Maslennikov das tropas internas. Os generais falaram aos prisioneiros nos pátios do acampamento, a greve até agora continuava de forma pacífica. No entanto, a 26 de julho a multidão invadiu o composto de segurança máxima, liberando 77 de seus detentos.
Em 31 de julho, o General Kuzma Derevyanko, comandante do campo começou prisões em massa dos grevistas, os presos responderam com barricadas. No dia seguinte, 01 de agosto, depois de novos confrontos entre detentos e guardas, Derevyanko ordenou de disparar na multidão. De acordo com Leonid Markizov, 42 grevistas foram mortos no local e 135 feridos (muitos deles, privado de ajuda médica, morreram mais tarde). Testemunhas oculares porem citam centenas de casualidades. De acordo com Aleksandr Solzhenitsyn no seu livro Arquipélago Gulag, houve 66 mortos.
Após o fim da revolta, muitos dos grevistas foram presos e colocados em células de segurança máxima, mas sem maiores execuções. Condições foram ligeiramente melhoradas especialmente para os presos "políticos".

## Comemoração
A cada ano, os sobreviventes da revolta Vorkuta comemoram o evento. Em 01 de agosto na Mina No. 29, eles ergueram um pequeno memorial aos mortos. Solzhenitsyn escreveu:

"Perto do monte de escórias na mina 29, alguém nos dias de Khrushchev ergueu uma cruz - Em seguida, ele foi derrubada, e alguém ergueu-a novamente".
Silde descreveu como os presos Vorkuta, independentemente da sua nacionalidade, observavam o 01 de agosto como dia de luto:

"Todos os anos, desde 1953, os presos de Vorkuta fixam uma fita preta na sua roupa como um sinal de eterna solidariedade e lealdade para com os seus camaradas caídos".